# Thyra Eibe
Thyra Eibe (Copenhague, 3 de novembro de 1866 – Copenhague, 4 de janeiro de 1955) foi uma matemática e tradutora dinamarquesa, a primeira mulher a obter um diploma de matemática na Universidade de Copenhague. É conhecida por sua tradução de Os Elementos de Euclides em língua dinamarquesa.

## Educação e carreira
Thyra Eibe foi uma dos dez filhos de um livreiro de Copenhague. Depois de se formar em linguística histórica, em 1889, pela N. Zahle's School (então uma escola para meninas), estudou matemática na Universidade de Copenhague, onde obteve um Cand.mag., em 1895. Retornou à Zahle's School como professora, também ensinando meninos na Slomann's School e tornando-se a primeira mulher a ser professora de matemática avançada para meninos na Dinamarca. Em 1898 mudou-se para o Adler Community College, mais tarde o Sortedam Gymnasium, onde permaneceu até 1934, onde foi diretora por um ano, em 1929–1930.

## Contribuições
Ao empreender sua tradução de Euclides, Eibe foi motivado pelo trabalho anterior do historiador dinamarquês Johan Ludvig Heiberg, que publicou uma edição de Os Elementos de Euclides em seu original grego, com traduções para o latim.
Além de suas traduções também escreveu diversos livros-texto de matemática conhecidos na Dinamarca.

## Reconhecimentos
Em 1942, recebeu o Tagea Brandt Rejselegat, um prêmio para mulheres dinamarquesas que fizeram contribuições científicas significativas em ciência, literatura ou artes.